# Le Blanc (quận)
Quận Le Blanc là một quận của Pháp nằm trong tỉnh Indre thuộc vùng Centre-Val de Loire. Nó có 6 tổng và 56 xã.

## Đơn vị hành chính

### Tổng
Các tổng của quận Le Blanc are:
1. Bélâbre
2. Le Blanc
3. Mézières-en-Brenne
4. Saint-Benoît-du-Sault
5. Saint-Gaultier
6. Tournon-Saint-Martin

### Xã
Các xã của quận Le Blanc và mã INSEE là:
| 1. Azay-le-Ferron (36010)          | 2. Beaulieu (36015)               | 3. Bonneuil (36020)                   | 4. Bélâbre (36016)                 |
| 5. Chaillac (36035)                | 6. Chalais (36036)                | 7. Chazelet (36049)                   | 8. Chitray (36051)                 |
| 9. Ciron (36053)                   | 10. Concremiers (36058)           | 11. Douadic (36066)                   | 12. Dunet (36067)                  |
| 13. Fontgombault (36076)           | 14. Ingrandes (36087)             | 15. La Châtre-Langlin (36047)         | 16. Le Blanc (36018)               |
| 17. Lignac (36094)                 | 18. Lingé (36096)                 | 19. Lurais (36104)                    | 20. Lureuil (36105)                |
| 21. Luzeret (36106)                | 22. Martizay (36113)              | 23. Mauvières (36114)                 | 24. Migné (36124)                  |
| 25. Mouhet (36134)                 | 26. Mérigny (36119)               | 27. Mézières-en-Brenne (36123)        | 28. Nuret-le-Ferron (36144)        |
| 29. Néons-sur-Creuse (36137)       | 30. Obterre (36145)               | 31. Oulches (36148)                   | 32. Parnac (36150)                 |
| 33. Paulnay (36153)                | 34. Pouligny-Saint-Pierre (36165) | 35. Preuilly-la-Ville (36167)         | 36. Prissac (36168)                |
| 37. Rivarennes (36172)             | 38. Rosnay (36173)                | 39. Roussines (36174)                 | 40. Ruffec (36176)                 |
| 41. Sacierges-Saint-Martin (36177) | 42. Saint-Aigny (36178)           | 43. Saint-Benoît-du-Sault (36182)     | 44. Saint-Civran (36187)           |
| 45. Saint-Gaultier (36192)         | 46. Saint-Gilles (36196)          | 47. Saint-Hilaire-sur-Benaize (36197) | 48. Saint-Michel-en-Brenne (36204) |
| 49. Sainte-Gemme (36193)           | 50. Saulnay (36212)               | 51. Sauzelles (36213)                 | 52. Thenay (36220)                 |
| 53. Tilly (36223)                  | 54. Tournon-Saint-Martin (36224)  | 55. Vigoux (36239)                    | 56. Villiers (36246)               |